# Entente II
El Entente II es un equipo de fútbol de Togo que juega en la Segunda División de Togo, la segunda liga de fútbol en importancia en el país.

## Historia
Fue fundado en el año 1978 en la capital Lomé luego que la Federación Togolesa de Fútbol decidiera desmantelar a los Super Equipos de Lomé creados en 1974 luego de una actualización a la reforma hecha en 1974.
El club nació como una fusión de un grupo separado del Modèle Lomé con el equipo Nyékonakpoè-Kodjoviakopé. El club ha ganado dos veces la Copa de Togo y ha sido finalista en otras dos ocasiones.
A nivel internacional han participado en 3 torneos continentales, donde su mejor participación ha sido en la Recopa Africana 1987, donde fueron eliminados en los cuartos de final por el Gor Mahia FC de Kenia.

## Palmarés
- Copa de Togo: 2

1986, 1989
- Finalista: 2

1990, 1998/99

## Participación en competiciones de la CAF
| Temporada | Torneo          | Ronda            | Club          | Casa  | Visita | Global  |
| --------- | --------------- | ---------------- | ------------- | ----- | ------ | ------- |
| 1987      | Recopa Africana | 1                | LPRC Oilers   | 0-0   | 1-1    | 1-1 (a) |
| 1987      | Recopa Africana | 2                | Okwahu United | 2-0   | 0-0    | 2-0     |
| 1987      | Recopa Africana | Cuartos de final | Gor Mahia FC  | 0-0   | 1-4    | 1-4     |
| 1990      | Recopa Africana | 1                | BCC Lions     | 1-1   | 0-1    | 1-2     |
| 1993      | Copa CAF        | Preliminar       | UDIB          | w.o.1 | w.o.1  | w.o.1   |
| 1993      | Copa CAF        | 1                | Mbilinga FC   | 0-3   | 2-2    | 2-5     |

1- UDIB abandonó el torneo.